# Manuel Massotti Escuder
Manuel Massotti Escuder (Valencia, 4 de febrero de 1890-Murcia, 21 de febrero de 1981) fue un compositor, pianista, y profesor de música español. Es el autor de la letra del Himno Sardinero.

## Biografía
Nació en Valencia en 1890. Desde joven se aficionó a la música. Tras cursar sus estudios en el Conservatorio de Valencia, fue nombrado profesor (1918) y director la institución (1933). En agosto de 1912 se trasladó a Murcia, donde fundó la Academia de música Fernández Caballero (1914), dependiente del Conservatorio de Valencia, y que fue el antecedente del Conservatorio de Murcia, creado el 26 de septiembre de 1918.
Fue autor de un buen número de composiciones —marchas, himnos, canciones, tangos, etc.—; y director de varias agrupaciones corales y orquestales. Pianista y miembro del Cuarteto Beethoven (1951). El Cuarteto, semejante al Cuarteto Beethoven fundado en Moscú (1922-1923), se formó para dar a conocer las obras escritas originalmente para cuarteto de cuerdas, pero con la incorporación de Massotti Escuder su repertorio se amplió con la inclusión del piano.
Manuel Massotti, junto con José Salas y Francisco Acosta, formaron un trío que celebró a lo largo de 1934 diversos conciertos, llamados los conciertos de los martes. Fueron recitales con programas mucho más cortos que los de años anteriores y consistentes en arreglos de obras conocidas del gran público.
La letra del Himno Sardinero es obra de Andrés Bolarín; la música de Massotti Escuder y los arreglos y orquestación de Massotti Littel. Si bien, sue su hijo Manuel Massotti Littel quien entregó los derechos de autor a la Agrupación Sardinera, en el mismo acto de su estreno en el Teatro Romea.
Massotti Escuder, entre otras composiciones, es autor de la música de "El cant del valenciá ausent", con letra del también valenciano y exrector de la Universidad de Murcia, Manuel Batlle. "El cant del valenciá ausent" está grabado en disco por la Banda Municipal de Valencia y se interpreta todos los años en la capital del Turia, en jornada de homenaje a los paisanos que viven lejos de su tierra.
Finalizada la Guerra civil, Massoti Escuder junto con otros músicos, intentaron sin éxito resucitar el Círculo de Bellas Artes.
Casado con Adriana Littel Escasena, el matrimonio tuvo seis hijos: Manuel—que coninuaría la tradición musical familiar—, Ángel Luis, Adrián, Amparo, Victorina –fallecida muy joven– y Vicente.
Falleció en Murcia, a los 91 años el 21 de febrero de 1981.
En 2017 Antonia Hernández Massotti y hermanos, descendientes de Massotti Escuder, donaron al museo de la Ciudad de Murcia, 296 partituras compuestas por él.

## Distinciones
- Académico de la Real Academia de Nobles y Bellas Artes de San Luis (Zaragoza).[2]
- Cruz de Alfonso X el Sabio (1949) otorgada por el Ministerio de Educación Nacional.[2]